# Бабино (Великолукский район)
Бабино — деревня в Великолукском районе Псковской области России. Входит в состав сельского поселения «Купуйская волость».
Расположена в центре района, на левом берегу реки Ловать, в 1 км к северо-западу от волостного центра Купуй и в 12 км к югу от райцентра Великие Луки.

## Население
Численность населения по оценке на 2000 год составляла 30 жителей, на 2010 год — 23 жителя.